# 1514 en science
| Années de la science : 1511 - 1512 - 1513 - 1514 - 1515 - 1516 - 1517    |
| Décennies de la science : 1480 - 1490 - 1500 - 1510 - 1520 - 1530 - 1540 |

Cet article présente les faits marquants de l'année 1514 en science.

## Événements

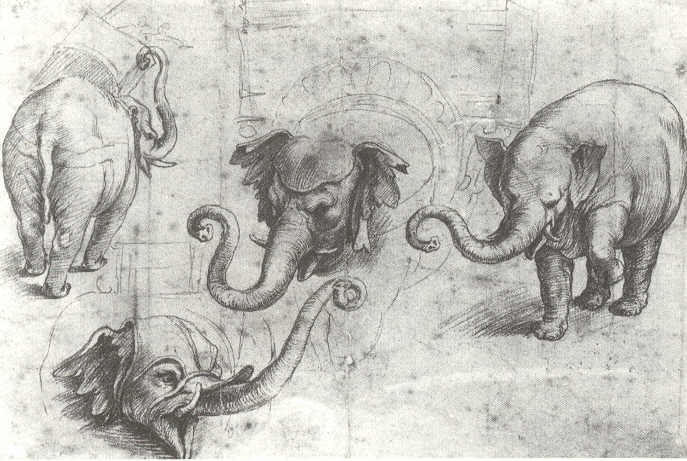
Hanno, dessiné par Raphaël

- 1514-1516 : Léonard de Vinci vit à Rome sous la protection du pape Léon X. Il réside dans le palais du Belvédère, au Vatican, et se consacre essentiellement à des expériences scientifiques[1].
- Hanno, un éléphant, est offert au pape Léon X par le roi Manuel Ier de Portugal[2].

## Publications
- Charles de Bovelles : L'art et science de Geométrie, 1514 ;
- Johannes Werner : In hoc opere haec continentur Nova translatio primi libri geographiae Cl. Ptolomaei : quae quidem translatio verbum : habet e verbo fideliter expressum. Libellus de quatuor terrarum orbis in plano figurationibus. : In idem Georgii Amirucii opusculaum. Appendices, Nürnberg 1514[3].

## Naissances

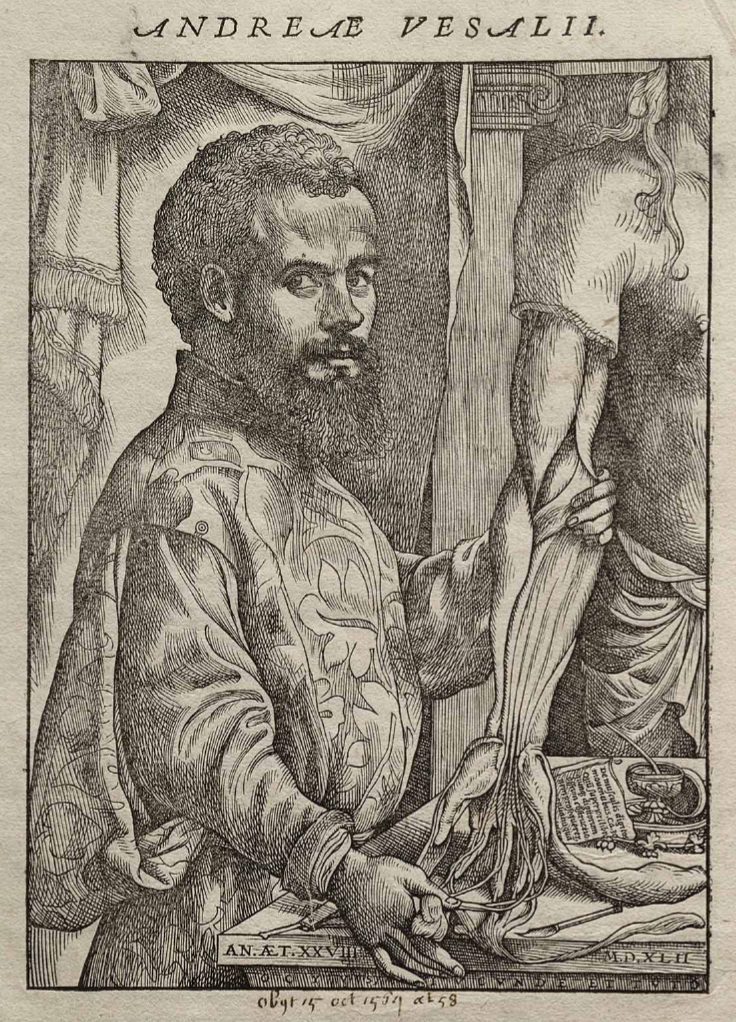
André Vésale

- 8 février : Daniel Barbaro (mort en 1570), noble vénitien, écrivain, traducteur et diplomate qui s'intéressa à l'optique.
- 16 février : Georg Joachim Rheticus († en 1574), astronome et mathématicien autrichien. Il est passé à la postérité comme celui qui décida Copernic à publier sa théorie héliocentrique (1541-1543)[4]
- 31 décembre : André Vésale (mort en 1564), anatomiste et médecin brabançon[5].

- Ippolito Salviani (mort en 1572), médecin, zoologiste et botaniste italien[6].
- Vers 1514 : Felix Wuertz (mort en 1574 ou 1575), chirurgien suisse.

## Décès
- 12 août : Bartolomeo Colomb (né vers 1461), navigateur italien[7].